# Менщиков, Арсений Иванович
Арсений Иванович Менщиков (также встречается Меншиков; 1807—1884) — эллинист, заслуженный профессор Московского университета.

## Биография
Родился в семье священника Тверской губернии. Первоначальное образование получал в Тверском духовном училище и в Тверской духовной семинарии. Ещё в училище приобрёл вкус к чтению древних писателей, а во время учёбы на старшем отделении семинарии в течение двух лет по поручению начальства читал лекции по греческому языку в младшем отделении. В 1829 году он был отправлен на учёбу в Главный педагогический институт в Санкт-Петербурге, где достиг больших успехов в изучении греческих и латинских авторов. По окончании с серебряной медалью Главного педагогического института, в январе 1836 года он вместе с группой выпускников был отправлен в Берлинский университет для усовершенствования в античной филологии.
Вернувшись в Россию в январе 1839 года, он был определён адъюнктом на кафедру древней филологии Главного педагогического института, но вскоре, по предложению попечителя Московского учебного округа С. Г. Строганова в июне 1839 года занял место адъюнкта греческой словесности Московского университета. В 1842 году защитил докторскую диссертацию «In Platonis dialogum, qui inscribitur Cratylus, commentatio». С июля 1848 года — экстраординарный профессор историко-филологического отделения философского факультета; в 1850—1863 гг. — ординарный профессор кафедры греческой словесности и древности; преподавал студентам 3 и 4 курсов. В 1863—1866 гг. — ординарный профессор кафедры греческой словесности, греческого языка и толкования авторов, истории греческой литературы, греческих древностей историко-филологического факультета университета. С 1864 года — заслуженный профессор Московского университета.
В течение 1842—1849 годов он исполнял обязанности секретаря Московского цензурного комитета, состоявшего в ведении Московского университета. Также с августа 1843 года он преподавал латинский язык в Лазаревском институте восточных языков
Вышел в отставку по выслуге лет 20 января (1 февраля) 1866 года.
По ходатайству Кавказского комитета был награждён орденом Св. Анны 3-й степени.
Область научных интересов: история классической греческой литературы. Читал курс «Греческая словесность».
Напечатал: «In Platonis dialogum, qui inscribitur Cratylus, commentatio» (докторская диссертация, М., 1842), «De eruditione et re litteraria Graecorum aetatis Byzantinae» (актовая речь, М., 1849), «Филеб, диалог Платона» («Пропилеи», т. IV, М., 1854), «Гимн мудрости, сочинённый на греческом языке к столетнему юбилею Императорского московского университета» («Столетний юбилей московского университета», М., 1855), «На тысячелетие России», греческое стихотворение (М., 1862), и другие стихотворения на греческом и латинском языках, в том числе одно на освобождение крестьян.